# Marion Koopmans

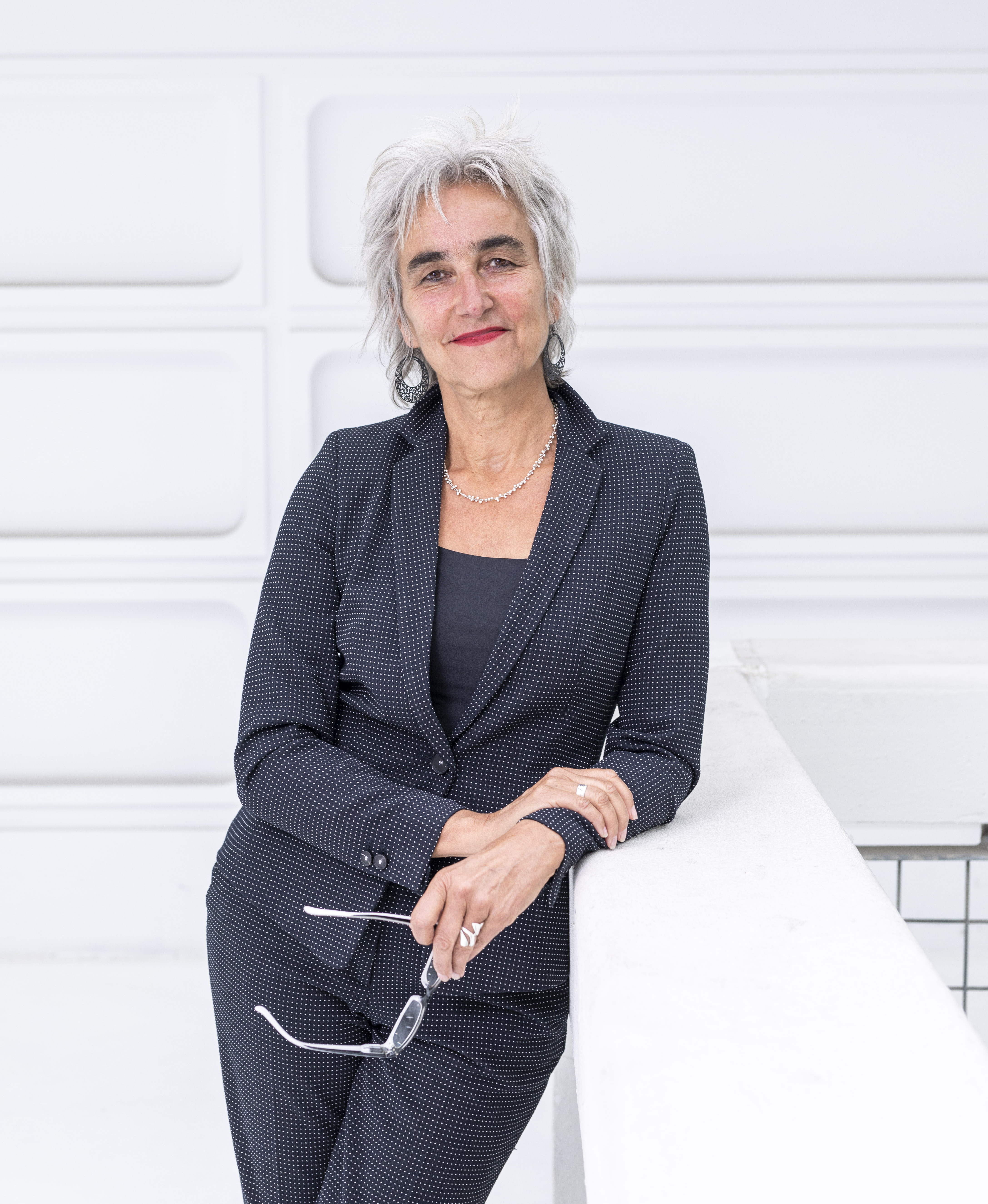
Koopmans es hoy, la científica más importante de su país. Índice h (2022):123

Maria Petronella Gerarda Koopmans (Steyl, 21 de septiembre de 1956) es una veterinaria neerlandesa especializada en virología, investigadora y experta en infectología. Actualmente es asesora de la Organización Mundial de la Salud.

## Biografía
Estudió medicina veterinaria en la Universidad de Utrecht y se graduó en 1976. Permaneció allí para su investigación doctoral, obteniendo dos títulos de posgrado y se registró oficialmente como microbióloga veterinaria en 1977.
Vivió en los Estados Unidos donde investigaba los virus que pueden transmitirse entre animales y humanos. De 1991 a 1994 completó una beca en los Centros para el Control y Prevención de Enfermedades, donde estudió los Enterovirus. Se unió a la División de Virología donde se centró en los torovirus en el ganado.

## Carrera
Koopmans se unió al Instituto Nacional de Salud Pública y Medio Ambiente (RIVM), donde fue nombrada Jefa de Virología. Participó en la reestructuración del departamento, y la traducción de su investigación fuera del laboratorio y en aplicaciones prácticas para el control de enfermedades infecciosas. En 2003, cuando el influenzavirus A subtipo H7N7 se propagó por los Países Bajos, Koopmans experimentó su primer brote de enfermedades infecciosas. Participó en el desarrollo de una respuesta pública coordinada, trabajando con veterinarios y médicos para desarrollar rápidamente la política de salud pública. Sus experiencias al liderar la respuesta al brote de gripe aviar la prepararon para epidemias posteriores, incluyendo el síndrome respiratorio de Oriente Medio (MERS) y el virus del Zika.
En 2006 fue nombrada Profesora de Salud Pública en el Centro Médico Erasmo de Róterdam, lo que le permitió fortalecer la base de evidencia de la investigación de enfermedades infecciosas. Su laboratorio hace uso de estudios científicos básicos y epidemiología para entender la patogénesis de las enfermedades infecciosas, para establecer sus rutas de transmisión y traducir esta base de investigación en herramientas diagnósticas.

### Años 2010
En 2013, ella estuvo en el equipo que encontró que los camellos dromedarios eran un huésped intermedio para el virus que causa MERS. Desde entonces ha trabajado con Elmoubasher Farag en su investigación sobre camellos para buscar anticuerpos contra el MERS.
Durante la epidemia de ébola de 2014-2016 fue responsable del despliegue de laboratorios móviles en Sierra Leona y Liberia. Su equipo del CM Erasmo entrenó voluntarios para llevar a cabo programas de pruebas y tratamiento. Ella es un miembro del grupo asesor científico (SAG) del proyecto I+D Blueprint de la Organización Mundial de la Salud. El proyecto busca entender lo que ha ido mal con las respuestas epidémicas y pandémicas, y busca construir la preparación mundial para enfermedades. Como parte de este esfuerzo, Koopmans analizó la respuesta de salud pública al virus del Zika. Identificó tres cuellos de botella significativos para una respuesta eficiente; incluyendo retrasos en las aprobaciones regulatorias, desafíos en la logística del apoyo de laboratorio y la ausencia de un calendario estructurado para la financiación. También dirige el centro de enfermedades virales emergentes de la Organización Mundial de la Salud. Es la coordinadora científica de COMPARE, un proyecto de Horizonte 2020 que busca desarrollar técnicas de secuenciación de próxima generación para la identificación y cartografía de brotes. COMPARE busca contener y mitigar enfermedades transmitidas por los alimentos.
En 2018 Koopmans fue honrada por la Organización Neerlandesa de Investigación científica (NWO) por su trabajo en la transferencia de virus de animales a humanos.
En 2019 la NWO le otorgó una subvención de $9 millones para establecer un consorcio, el Observatorio versátil de enfermedades infecciosas emergentes (VEO), que estudiará cómo los cambios en el medio ambiente y los viajes afectarán el riesgo de enfermedades infecciosas. Los objetivos considerados por VEO incluyen enfermedades vectoriales y zoonóticas, así como patógenos ocultos. Koopmans escribió un artículo para Nature en el que pedía una transformación en la preparación y respuesta a epidemias. En el artículo, citó al líder de la OMS sobre emergencias sanitarias: «Estamos entrando en una fase muy nueva de epidemias de alto impacto... Esta es una nueva normalidad». A fines de ese año fue investida miembro de la Real Academia de Artes y Ciencias de los Países Bajos.

### Actualidad
En 2020 trabajó para entender SARS-CoV-2 y la propagación del COVID-19. En los Países Bajos hizo un esfuerzo para testear a los trabajadores de la salud e identificó que había un gran número de portadores asintomáticos entre la población. Con su equipo del Centro Médico Erasmo examinó la eficacia de las pruebas de anticuerpos. Además de liderar la respuesta científica, Koopmans también participó en la comunicación científica sobre el virus, haciendo uso de los medios sociales y entrevistas en los medio de comunicación de masas para compartir investigaciones actualizadas con el público. Allí dijo que a medida que los humanos ocupaban más del planeta tierra, el número de enfermedades peligrosas transmitidas de animales a humanos aumentaría. Fue nombrada miembro del panel asesor sobre COVID-19 de la Comisión Europea. El panel asesor sirvió para elaborar recomendaciones de salud pública a los Estados miembros durante la pandemia.
El 2 de diciembre de 2020, Koopmans fue nombrada integrante del equipo de 13 miembros para la Investigación de la Organización Mundial de la Salud sobre los orígenes del COVID-19.

## Reconocimientos
- En 2004 fue premiada por la Asociación Neerlandesa de Enfermedades Infecciosas.[26]
- En 2017 recibió el doctorado honoris causa por la Universidad Técnica de Dinamarca.[27]
- En 2018 ganó el premio Stevin del Consejo Neerlandés de Investigación.[10]